# Altanius orlovi
L'altanio (Altanius orlovi) è un primate estinto, di incerta collocazione sistematica. Visse nell'Eocene inferiore (circa 50 milioni di anni fa) e i suoi resti fossili sono stati ritrovati in Mongolia.

## Descrizione
Questo animale è noto principalmente attraverso resti fossili incompleti di denti, mandibole e parti del cranio; la ricostruzione del suo aspetto è quindi ipotetica. Probabilmente era un animale vagamente simile a un tarsio, dal muso più allungato; doveva pesare circa 10-30 grammi. La dentatura di Altanius era piuttosto particolare, dalle caratteristiche miste. I molari, piuttosto corti, erano dotati di piccoli trigonidi alti e di premolari particolarmente sviluppati in altezza. Altanius assomigliava agli omomiidi nella mandibola priva di sinfisi (la parte terminale fusa tra i due rami mandibolari), nei molari inferiori dai paraconidi ridotti e nella generale brevità dei molari. In altre caratteristiche, tuttavia, ricordava i carpolestidi, un gruppo di mammiferi vicini all'origine dei primati, dotati di molari alti e crestati: come i carpolestidi, Altanius possedeva quattro premolari, di cui il secondo a doppia radice, un canino e un ultimo molare non ridotti. La dentatura era anche piuttosto simile a quella degli adapidi primitivi come Donrussellia e Cantius. 

## Classificazione
Descritto per la prima volta nel 1977 sulla base di fossili ritrovati in Mongolia in terreni dell'Eocene inferiore, Altanius orlovi è stato variamente attribuito agli adapidi o agli omomiidi. In ogni caso, alcune caratteristiche dentarie (le cuspidi linguali alte e i talonidi corti, la struttura della parte distale dei molari inferiori) sono tratti troppo derivati per essere appartenuti a un omomide arcaico (Gingerich et al., 1991).
Altanius è comunque un taxon importante nella storia dei primati fossili, perché è stato uno dei primi primati fossili eocenici rinvenuti in Asia, e indica che le radiazioni evolutive degli antichi primati non erano confinate al Nordamerica e all'Europa. Altanius, con un misto di caratteri (alcuni estremamente primitivi, altri molto specializzati), non è chiaramente attribuibile a nessun gruppo tassonomico. Probabilmente era un membro di un ramo evolutivo sviluppatosi appena prima o dopo la separazione adapidi/omomiidi (Fleagle, 1999).